# Setapp
Setapp es un servicio de suscripción para macOS, iOS y aplicaciones web lanzado en 2017 por MacPaw, una empresa de desarrollo de software con sede en Kiev (Ucrania). Proporciona acceso a una creciente colección de software de diferentes desarrolladores por una cuota mensual fija. Las categorías de apps abarcan productividad, desarrollo web, mantenimiento de Mac, edición de fotos y vídeos, diseño, escritura, educación, finanzas personales y otras. La suscripción a Setapp incluye más de 240 aplicaciones, entre ellas CleanMyMac X, Spark, Ulysses y MarsEdit. Setapp realiza anualmente una encuesta entre desarrolladores de Mac y un informe sobre aplicaciones para Mac. En 2024, Setapp lanzó una aplicación oficial para iOS disponible para descargar en la Unión Europea.

## Historia
Setapp se lanzó en versión beta en noviembre de 2016 y se lanzó oficialmente en enero de 2017. En junio de 2017, Setapp informó de que contaba con 10.000 suscriptores en todo el mundo, principalmente en Estados Unidos, pero con un público cada vez mayor en el Reino Unido, Alemania y Francia. En noviembre de ese año, había más de 200.000 usuarios probando el servicio. En 2019, la app contaba con 1 millón de usuarios.
En noviembre de 2019, Setapp lanzó Setapp for Teams, un servicio ajustado para el uso de equipos y organizaciones. Setapp lanzó una versión para iOS en agosto de 2020. En particular, las aplicaciones disponibles a través de Setapp para iOS deben descargarse desde la App Store, pero se pueden desbloquear para acceder a funciones premium sin utilizar el sistema IAP de Apple.
En julio de 2023, Setapp introdujo un asistente ChatGPT y otras herramientas de IA.
En agosto de 2023, en respuesta a la regulación de la Ley de Mercados Digitales, Setapp anunció sus planes de lanzar una tienda de aplicaciones alternativa para los usuarios de la UE. El 14 de mayo de 2024, Setapp lanzó una aplicación oficial para iOS que permite a los usuarios descargar aplicaciones iOS del catálogo sin usar la App Store como intermediario.

## Modelo de negocio
Setapp introdujo un modelo de suscripción para el uso de software similar al de servicios de streaming como Spotify y Netflix. En lugar de pagar un precio único por una aplicación independiente, los usuarios pueden utilizar todas las aplicaciones de la colección por una única cuota mensual.
La idea de esta iniciativa es ofrecer a los usuarios programas preseleccionados y listos para usar que cubran tanto tareas genéricas como específicas de su trabajo. Las aplicaciones de Setapp se actualizan automáticamente y no contienen compras internas ni publicidad.
La mayor parte de los ingresos generados por Setapp se divide entre los desarrolladores de las aplicaciones en función de su uso.

## Características
Setapp ofrece funciones diseñadas para optimizar el flujo de trabajo y aumentar la productividad. Incorpora una función de Búsqueda IA que utiliza un diccionario de sinónimos, permitiendo a los usuarios localizar herramientas adecuadas para sus tareas. La función está diseñada para manejar ortografías alternativas, palabras clave personalizadas y múltiples idiomas, con búsqueda a través de tutoriales relevantes y procedimientos. Un motor de recomendaciones, basado en aprendizaje automático, examina el uso que se hace de las aplicaciones, considera las preferencias de otros usuarios y tiene en cuenta la popularidad y la relevancia para ofrecer sugerencias personalizadas. La plataforma también incluye Colecciones, que son kits de aplicaciones preensambladas diseñadas para abordar tareas comunes.
El asistente de IA, que utiliza chatGPT, Open AI y el modelo preentrenado de Setapp, ofrece una ventana independiente para que los usuarios accedan a recomendaciones de búsqueda de aplicaciones, tutoriales y respuestas a preguntas relacionadas con Mac.
La plataforma simplifica la descarga e instalación de aplicaciones. Dado que muchas aplicaciones en Setapp requieren cuentas de usuario, la plataforma gestiona automáticamente los procesos de inicio de sesión y activa las funciones premium. Este enfoque permite a los usuarios ahorrar tiempo y centrarse en sus actividades principales.

## Proceso de revisión
Setapp selecciona su colección de aplicaciones centrándose en los beneficios y la utilidad para el usuario. Rechaza aplicaciones con componentes de pago, compras dentro de la aplicación, publicidad, información incorrecta sobre el dispositivo o la aplicación, contenido difamatorio u ofensivo y material pornográfico. Todas las aplicaciones, incluidas las actualizaciones, se someten a un proceso de revisión de calidad, funcionalidad y privacidad. También se rechazan las aplicaciones que obligan a los usuarios a descargar otras aplicaciones o que violan las normas de privacidad y protección de datos.